# Wailly
Pour les articles homonymes, voir Wailly (homonymie) et Wailly-Beaucamp.
Wailly (prononcer [waji]), parfois dénommée Wailly-lès-Arras, est une commune française située dans le département du Pas-de-Calais en région Hauts-de-France.
La commune fait partie de la communauté urbaine d'Arras qui regroupe 46 communes et compte 109 776 habitants en 2021.

## Géographie

### Localisation
Localisée dans le sud-est du département du Pas-de-Calais, Wailly est une commune drainée par le Crinchon et située, à vol d'oiseau, à 6 km au sud-ouest de la commune d’Arras (aire d'attraction, chef-lieu d'arrondissement et préfecture du Pas-de-Calais).
Le territoire de la commune est limitrophe de ceux de huit communes.
Les communes limitrophes sont Dainville, Achicourt, Agny, Beaumetz-lès-Loges, Berneville, Blairville, Ficheux et Rivière.

### Géologie et relief
La superficie de la commune est de 9,83 km2 ; son altitude varie de 68  à   111 mètres.

### Hydrographie
Le territoire de la commune est situé dans le bassin Artois-Picardie.
La commune est traversée par la rivière le Crinchon, un affluent en rive-droite de la Scarpe (et donc un sous-affluent de l'Escaut) qui prend sa source à Bailleulmont et se jette dans la rivière Scarpe au niveau de la commune de Saint-Nicolas.

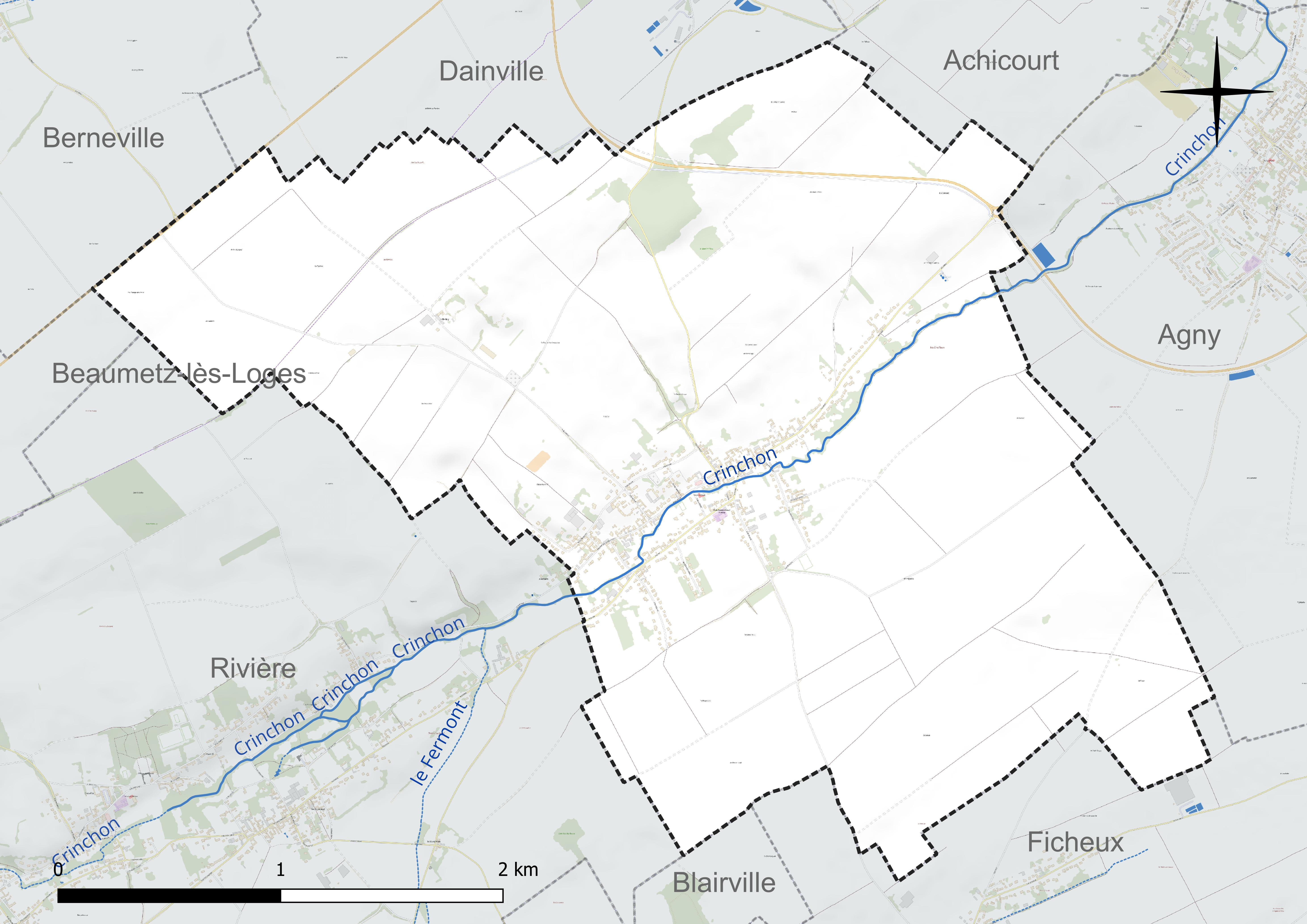
Réseau hydrographique de Wailly.

### Climat
Pour des articles plus généraux, voir Climat des Hauts-de-France et Climat du Pas-de-Calais.
En 2010, le climat de la commune est de type climat océanique dégradé des plaines du Centre et du Nord, selon une étude du CNRS s'appuyant sur une série de données couvrant la période 1971-2000. En 2020, Météo-France publie une typologie des climats de la France métropolitaine dans laquelle la commune est exposée à un climat océanique et est dans la région climatique Nord-est du bassin Parisien, caractérisée par un ensoleillement médiocre, une pluviométrie moyenne régulièrement répartie au cours de l’année et un hiver froid (3 °C).
Pour la période 1971-2000, la température annuelle moyenne est de 10,1 °C, avec une amplitude thermique annuelle de 14,5 °C. Le cumul annuel moyen de précipitations est de 751 mm, avec 11,9 jours de précipitations en janvier et 8,8 jours en juillet. Pour la période 1991-2020, la température moyenne annuelle observée sur la station météorologique la plus proche, située sur la commune de Wancourt à 11 km à vol d'oiseau, est de 10,8 °C et le cumul annuel moyen de précipitations est de 711,4 mm,. Pour l'avenir, les paramètres climatiques de la commune estimés pour 2050 selon différents scénarios d'émission de gaz à effet de serre sont consultables sur un site dédié publié par Météo-France en novembre 2022.

### Paysages
Pour un article plus général, voir Paysage en France.
La commune est située dans le paysage régional des grands plateaux artésiens et cambrésiens tel que défini dans l’atlas de paysages de la région Nord-Pas-de-Calais, conçu par la direction régionale de l'Environnement, de l'Aménagement et du Logement (DREAL),. Ce paysage régional, qui concerne 238 communes, est dominé par les « grandes cultures » de céréales et de betteraves industrielles qui représentent 70 % de la surface agricole utilisée (SAU).

## Urbanisme

### Typologie
Au 1er janvier 2024, Wailly est catégorisée bourg rural, selon la nouvelle grille communale de densité à sept niveaux définie par l'Insee en 2022.
Elle est située hors unité urbaine. Par ailleurs la commune fait partie de l'aire d'attraction d'Arras, dont elle est une commune de la couronne,. Cette aire, qui regroupe 163 communes, est catégorisée dans les aires de 50 000 à moins de 200 000 habitants,.

### Occupation des sols
L'occupation des sols de la commune, telle qu'elle ressort de la base de données européenne d’occupation biophysique des sols Corine Land Cover (CLC), est marquée par l'importance des territoires agricoles (93,3 % en 2018), en diminution par rapport à 1990 (94,5 %). La répartition détaillée en 2018 est la suivante : 
terres arables (86,3 %), prairies (7 %), zones urbanisées (6,7 %). L'évolution de l’occupation des sols de la commune et de ses infrastructures peut être observée sur les différentes représentations cartographiques du territoire : la carte de Cassini (XVIIIe siècle), la carte d'état-major (1820-1866) et les cartes ou photos aériennes de l'IGN pour la période actuelle (1950 à aujourd'hui).

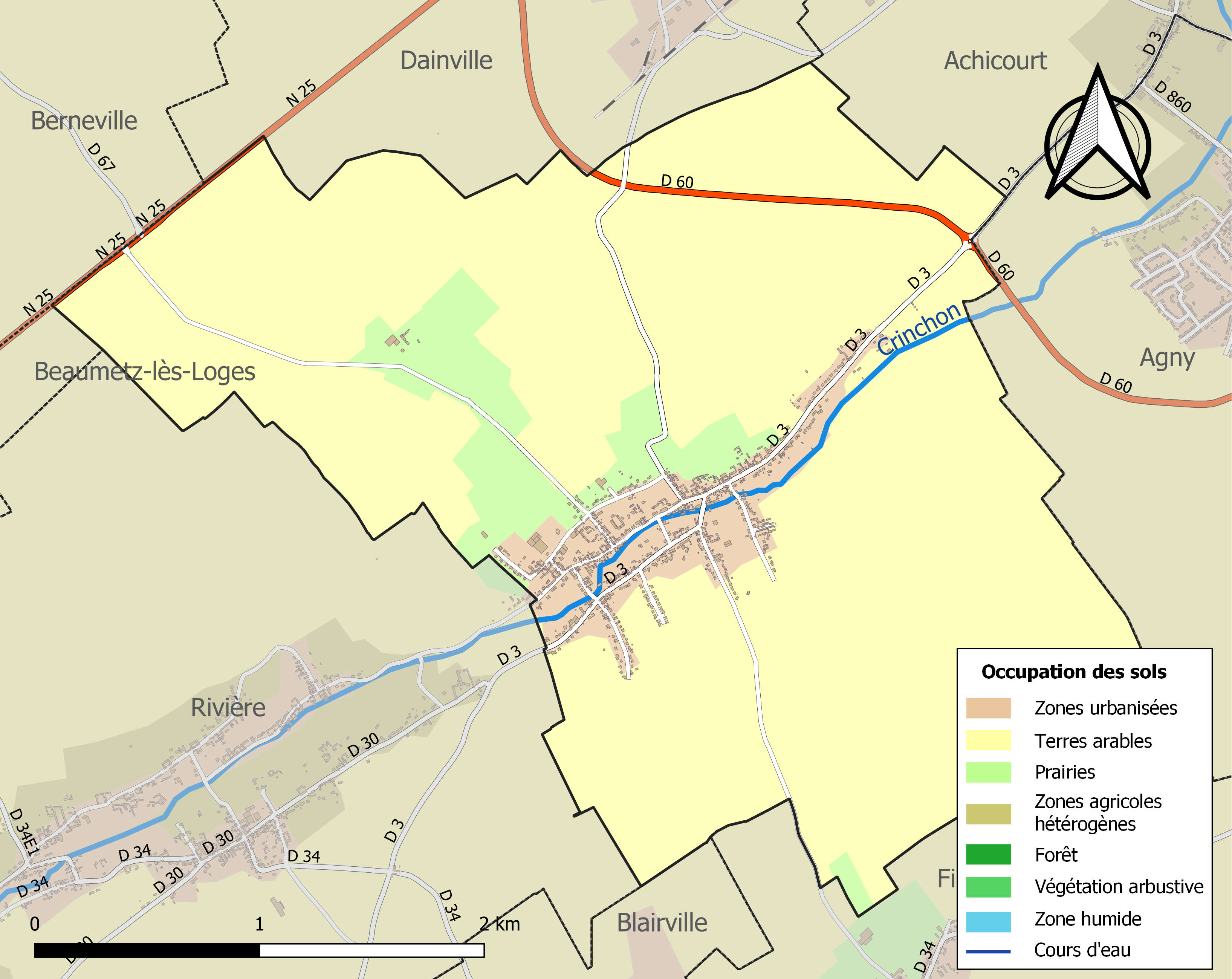
Carte des infrastructures et de l'occupation des sols de la commune en 2018 (CLC).

## Toponymie
Le nom de la localité est attesté sous les formes Walliacum in pago Atravatense en 661 ; Wagiacum en 1074 ; Walgi en 1157-1168 ; Walli en 1171 ; Wali XIIe siècle ; Wailli en 1248 ; Wailliacum en 1254 ; Vuailliacum en 1256 ; Vailliacum en 1256 ; Vuailli au XIIIe siècle ; Wally en 1720.
Il s'agit d’une formation gauloise ou gallo-romaine en -(i)acum,, suffixe d'origine gauloise servant à localiser ou à marquer la propriété.
Le premier élément Waill- s'explique vraisemblablement par un anthroponyme germanique,. Albert Dauzat propose le nom de personne germanique Walo et Ernest Nègre suggère Wallo.
Remarque : l’explication de Louis Ricouart par le mot Wail « petit gué » (du germanique *wadilą > vieux saxon widil, vieux norois vaðill, allemand Wedel), comme dans Wail (Pas-de-Calais, Wadhil 1066, Wail 1079, Wahil 1154) est contredite par les formes anciennes et à ce titre, non reprise par les études plus modernes.

## Histoire
Avant la Révolution française, Waiily est le siège d'une seigneurie.

### Première Guerre mondiale
La commune est décorée de la croix de guerre 1914-1918 par décret du 23 septembre 1920, distinction également attribuée à 276 autres communes du Pas-de-Calais,.

## Politique et administration

### Découpage territorial
La commune se trouve dans l'arrondissement d'Arras du département du Pas-de-Calais.

#### Commune et intercommunalités
La commune est membre depuis 2001 de la communauté urbaine d'Arras.

#### Circonscriptions administratives
La commune faisait partie depuis 1801 du canton d'Arras-Sud. Dans le cadre du redécoupage cantonal de 2014 en France, la commune est désormais rattachée au canton d'Arras-1.

#### Circonscriptions électorales
Pour l'élection des députés, la commune fait partie depuis 2012 de la deuxième circonscription du Pas-de-Calais.

### Élections municipales et communautaires

#### Liste des maires
| Période                                  | Période                     | Identité         | Étiquette      | Qualité                                                |
| ---------------------------------------- | --------------------------- | ---------------- | -------------- | ------------------------------------------------------ |
| Les données manquantes sont à compléter. |                             |                  |                |                                                        |
| mars 2001                                | 2005                        | Sophie Pruvost   |                | Démissionnaire                                         |
| 2005                                     | 30 mars 2014,               | Alain Bourdrel   |                | Agriculteur                                            |
| mars 2014                                | En cours (au 14 avril 2022) | Mickaël Audegond | Les centristes | Professeur des écoles, Réélu pour le mandat 2020-2026, |

## Équipements et services publics

### Espaces publics
La commune fait partie des villages labellisés Village Patrimoine, qui œuvrent à mettre en avant leurs patrimoines matériels et/ou immatériels (historique, culturel, naturel, architectural, etc.).

## Population et société

### Démographie

#### Évolution démographique
L'évolution du nombre d'habitants est connue à travers les recensements de la population effectués dans la commune depuis 1793. Pour les communes de moins de 10 000 habitants, une enquête de recensement portant sur toute la population est réalisée tous les cinq ans, les populations de référence des années intermédiaires étant quant à elles estimées par interpolation ou extrapolation. Pour la commune, le premier recensement exhaustif entrant dans le cadre du nouveau dispositif a été réalisé en 2004.

En 2022, la commune comptait 1 076 habitants, en évolution de −2,8 % par rapport à 2016 (Pas-de-Calais : −0,72 %, France hors Mayotte : +2,11 %).
| 1793 | 1800 | 1806 | 1821 | 1831 | 1836 | 1841 | 1846 | 1851 |
| ---- | ---- | ---- | ---- | ---- | ---- | ---- | ---- | ---- |
| 556  | 584  | 628  | 664  | 711  | 687  | 701  | 730  | 735  |

| 1856 | 1861 | 1866 | 1872 | 1876 | 1881 | 1886 | 1891 | 1896 |
| ---- | ---- | ---- | ---- | ---- | ---- | ---- | ---- | ---- |
| 771  | 790  | 824  | 792  | 819  | 762  | 791  | 729  | 734  |

| 1901 | 1906 | 1911 | 1921 | 1926 | 1931 | 1936 | 1946 | 1954 |
| ---- | ---- | ---- | ---- | ---- | ---- | ---- | ---- | ---- |
| 719  | 706  | 702  | 559  | 544  | 535  | 554  | 598  | 620  |

| 1962 | 1968 | 1975 | 1982 | 1990 | 1999 | 2004 | 2006  | 2009  |
| ---- | ---- | ---- | ---- | ---- | ---- | ---- | ----- | ----- |
| 578  | 567  | 613  | 811  | 969  | 971  | 999  | 1 004 | 1 023 |

| 2014  | 2019  | 2022  | - | - | - | - | - | - |
| ----- | ----- | ----- | - | - | - | - | - | - |
| 1 096 | 1 083 | 1 076 | - | - | - | - | - | - |

#### Pyramide des âges
En 2018, le taux de personnes d'un âge inférieur à 30 ans s'élève à 32,7 %, soit en dessous de la moyenne départementale (36,7 %). À l'inverse, le taux de personnes d'âge supérieur à 60 ans est de 28,6 % la même année, alors qu'il est de 24,9 % au niveau départemental.
En 2018, la commune comptait 538 hommes pour 553 femmes, soit un taux de 50,69 % de femmes, légèrement inférieur au taux départemental (51,50 %).
Les pyramides des âges de la commune et du département s'établissent comme suit.
| Hommes | Classe d’âge | Femmes |
| ------ | ------------ | ------ |
| 0,4    | 90 ou +      | 0,4    |
| 7,7    | 75-89 ans    | 8,9    |
| 19,9   | 60-74 ans    | 20,0   |
| 23,4   | 45-59 ans    | 20,9   |
| 16,1   | 30-44 ans    | 16,9   |
| 14,6   | 15-29 ans    | 14,2   |
| 18,0   | 0-14 ans     | 18,6   |

| Hommes | Classe d’âge | Femmes |
| ------ | ------------ | ------ |
| 0,5    | 90 ou +      | 1,6    |
| 5,6    | 75-89 ans    | 8,9    |
| 16,7   | 60-74 ans    | 18,1   |
| 20,2   | 45-59 ans    | 19,2   |
| 18,9   | 30-44 ans    | 18,1   |
| 18,2   | 15-29 ans    | 16,2   |
| 19,9   | 0-14 ans     | 17,9   |

### Sports et loisirs
Le stade officiel des aigles d'Artois, équipe de baseball, se trouve à Wailly.

#### Pistes cyclables
La véloroute « La Voie verte », d'une longueur de 17 kilomètres, construite en 2011 sur une partie de l'ancienne ligne de Doullens à Arras, relie les communes de Dainville et Saulty en passant par Wailly, Beaumetz-lès-Loges, Basseux, Bailleulval, Bailleulmont, Bavincourt, La Herlière.

## Culture locale et patrimoine

### Lieux et monuments
- Le château de Wailly, du XVIIIe siècle. Façades et toitures de l'aile subsistante ainsi que la pièce dite la chapelle : inscription par arrêté du 20 août 1974[réf. nécessaire].
- Église Saint-Pierre, avec son mobilier Art déco[39]. 
Elle dispose d'une cloche de 1664 aux armes de Pierre de Chelers[40].
- Monument aux morts, réalisé par Lefebvre et Théry, marbriers à Arras[41].
- Wailly Orchard Cemetery, cimetière militaire du Commonwealth aménagé par Charles Holden, contient environ 370 tombes de soldats britanniques et canadiens[42]. Trois tombes de soldats anglais se trouvent également dans le cimetière communal[41].
- Circuit de promenade Le chemin des Zouaves, aménagé en 2018 sur les lieux de la bataille de Ficheux, où des centaines de soldats français et tunisiens sont morts le 25 septembre 1915[43]

### Personnalités liées à la commune
- Antoine Eugène Prévost est seigneur de Wailly au XVIIIe siècle. Le 27 décembre 1707, il est nommé conseiller secrétaire en la chancellerie du conseil d'Artois. Il meurt à Arras, paroisse Saint-Nicolas-les-Fossés le 12 mai 1725, âgé de 63 ans. Il avait épousé Catherine Françoise de Milly[22]
- Philippe Antoine Eugène Prévost, fils de Antoine Eugène et de Catherine de Milly, nait à Arras, paroisse Saint-Nicolas-les-Fossés le 1er décembre 1706. Sa marraine est Anne Prévost, épouse du sieur Dupuis, écuyer, conseiller du conseil d'Artois. Il bénéficie le 20 février 1754 d'une sentence le déclarant noble[22].

### Héraldique
| Armes de Wailly | Les armes de Wailly se blasonnent ainsi : d'or à la bande d'azur chargée d'une crosse contournée du champ posée en pal, accostée de deux coquilles d'argent posées dans le sens de la bande. |

## Pour approfondir